# Maire
Pour les articles homonymes, voir Maire (homonymie).

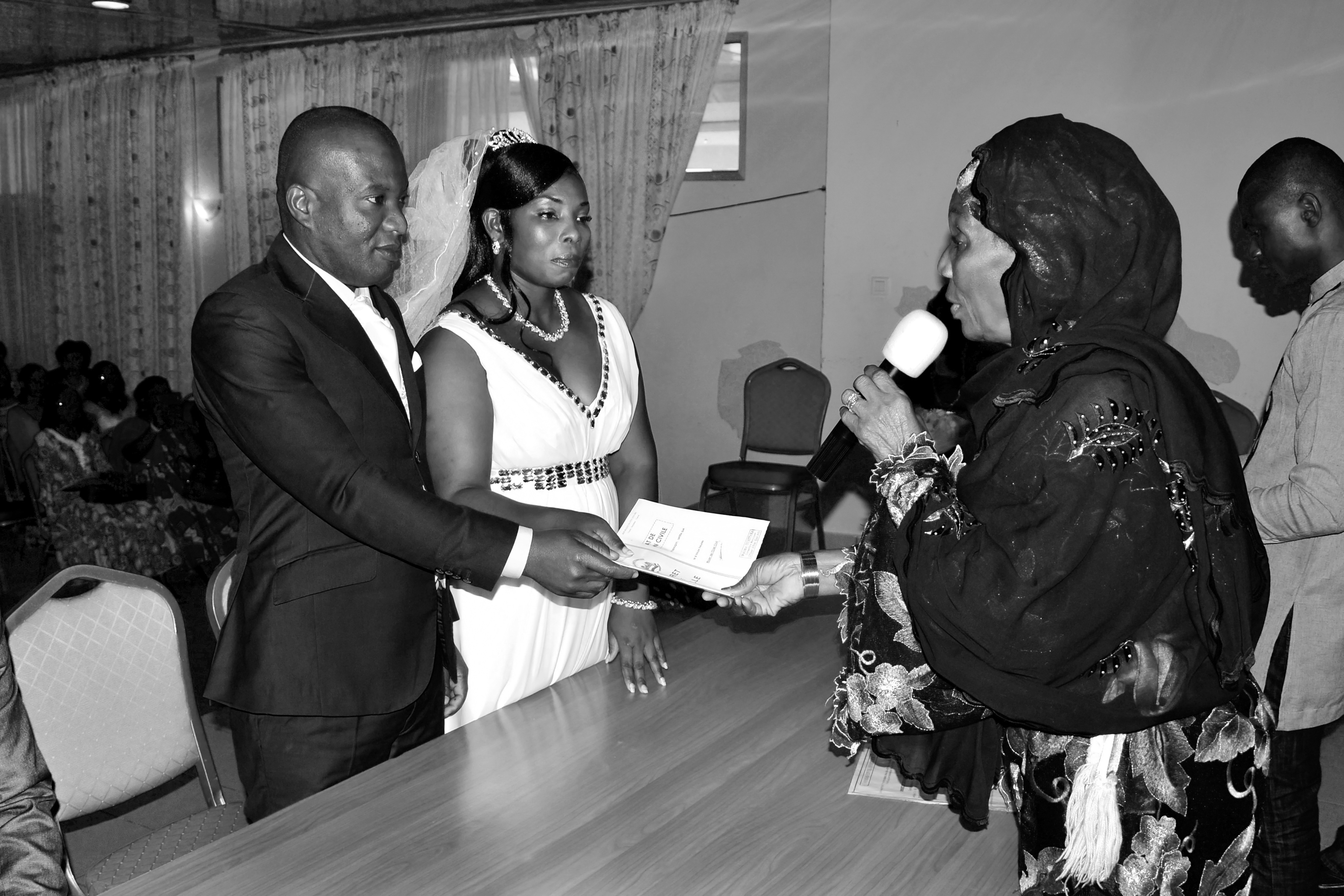
Maire d'une commune d'Abidjan remettant le carnet de famille à un couple de nouveaux mariés.

Le ou la maire est une personne physique représentant l'autorité municipale, chef ou représentant du pouvoir exécutif au niveau communal. 
Les formes féminines admises sont la mairesse au Canada, la maire ou le maire ailleurs. En français de Belgique, les deux féminins, mairesse et maire, sont admis.
Concernant les pays francophones, maire est utilisé comme titre en France, dans les provinces et territoires francophones ou bilingues du Canada, dans trois cantons de la Suisse romande (Genève, Jura et Berne), dans différents territoires autrefois sous domination française ainsi qu'en république démocratique du Congo (pour les villes).
Le titre correspondant en Belgique est bourgmestre, utilisé en Belgique, et au Luxembourg, et dans les communes (subdivisions d'une ville) de la république démocratique du Congo. Bourgmestre est également utilisé pour traduire les titres des maires dans les pays germaniques : Oberbürgermeister et Bürgermeister (Allemagne), burgemeester (Pays-Bas et Région flamande), borgermester (Norvège), borgmester (Danemark), borgmästare (Suède), etc. En français de Belgique, on dit aussi le maïeur (terme non officiel mais d'usage courant, issu du wallon li mayeûr) pour le bourgmestre d'une commune wallonne.
D'autres titres correspondants dans des régions francophones sont :
- syndic (syndique au féminin) dans les deux cantons suisses de Fribourg et de Vaud et dans la Vallée d'Aoste en Italie ;
- président du conseil communal dans le canton de Neuchâtel[2] ainsi qu'au Maroc ;
- président du conseil municipal dans le canton du Valais[3].

L'élection du maire ou sa désignation, son rôle et ses attributions sont variables selon les villes ou les pays concernés. Il peut être le détenteur du pouvoir exécutif au niveau d'une ville ou d'un village, comme en France, au Québec et au Nouveau-Brunswick. Dans un gouvernement à gérance municipale, comme dans certaines villes du Canada et des États-Unis, le maire n'a qu'un rôle protocolaire, le conseil étant le détenteur du pouvoir exécutif.

## Terminologie
Le substantif masculin,,, « maire » est la substantivation de l'ancien français maire, adjectif signifiant proprement « plus grand », lui-même issu du latin major (« plus grand »), comparatif de magnus (« grand »). Il est à rapprocher des adjectifs mayor (en espagnol) ou maggiore (en italien), qui ont le même sens, tous provenant du latin major. Le mot n'est plus usité en français moderne que pour désigner le représentant de l'autorité municipale.
La substantivation de l'ancien français maior, cas régime de l'adjectif maire, a donné les substantifs masculins « maïeur » et « mayeur ».

## Belgique
En Belgique, l'équivalent du maire est appelé officiellement en français le bourgmestre, en néerlandais de burgemeester, en allemand der Bürgermeister et non officiellement en wallon li mayeûr. Ce dernier terme est occasionnellement emprunté tout aussi non-officiellement en français, surtout dans le cas des bourgmestres des localités wallonnes.

## Canada
Selon la répartition des compétences dans le système fédéral canadien, les municipalités sont de juridiction exclusivement provinciale. Le rôle du maire et le fonctionnement des municipalités est donc différent d'une province à l'autre.

### Québec
Au Québec, les maires ou mairesses sont élus tous les quatre ans à date fixe. L'élection se fait indépendamment de celle des conseillers. À l'exception de la ville de Montréal, un candidat à la mairie ne peut se présenter aussi comme conseiller. Le maire incarne, de concert avec les conseillers municipaux, les pouvoirs exécutifs de la municipalité et possède aussi un droit de veto qui lui permet de refuser d'approuver une décision pourtant majoritaire du conseil municipal. Toutefois ce droit de veto est dit suspensif, c'est-à-dire qu'il ne permet que de repousser à une séance ultérieure du conseil municipal la question soulevée. Si la disposition est adoptée de nouveau, le maire ne peut plus y mettre son veto. Il doit l'accepter.

## Espagne
En Espagne, le maire est appelé alcalde.
Le maire est élu par le conseil municipal, à la majorité absolue de ses membres : 
- dans les communes de moins de 250 habitants, n'importe quel conseiller peut proposer sa candidature. Si aucun candidat n'obtient la majorité absolue, est proclamé maire le conseiller qui a reçu le plus de votes lors des élections municipales ;
- dans les communes de 251 habitants et plus, seules les têtes de liste peuvent proposer leur candidature. Si aucun candidat n'obtient la majorité absolue, est proclamé maire la tête de la liste qui a obtenu le plus de votes lors des élections municipales ;
- dans les communes régies par le système dit de « conseil ouvert » (concejo abierto), le conseil municipal est formé par l'ensemble des électeurs de la commune[12].

Selon la loi relative à la régulation des bases du régime local de 1985, le maire est « le président de la corporation [municipale] ». À ce titre, il dirige le gouvernement et l'administration, représente la municipalité, convoque et préside le conseil et le bureau municipal, assume la gestion financière conformément au budget municipal, ou encore dirige la police municipale.
Le maire peut être renversé par une motion de censure. Celle-ci doit être signée par au moins la majorité absolue des conseillers municipaux et proposer un candidat au fauteuil de maire. Son adoption par le conseil municipal requiert le soutien de la majorité absolue.

## États-Unis
Aux États-Unis, le maire est appelé Mayor et est à la tête du gouvernement municipal.

## France
En France, le maire est élu par le conseil municipal, depuis la loi municipale du 5 avril 1884, qui institue notamment l’élection du maire et de ses adjoints par le conseil municipal pour un mandat, initialement de 4 ans, puis, en 1929, de six ans renouvelable. La fonction de maire ne peut être exercée que par un citoyen français titulaire de ses droits civils et civiques. Il est secondé par des adjoints également élus par le conseil municipal  en son sein. 
Les maires français ont un rôle important car ils assurent une double fonction, en étant à la fois agent de l’État et agent de la commune en tant que collectivité territoriale. Ils exécutent les délibérations du conseil municipal, qu'ils président et dont ils fixent l'ordre du jour, mais disposent aussi  de pouvoirs propres importants, en matière d'urbanisme, de police administrative (ordre public) et de personnel dont ils assument le recrutement et la direction, notamment.
Si les rôles et responsabilités des maires sont identiques globalement, quelle que soit la taille de la commune, des règles particulières s'appliquent néanmoins aux trois plus grandes villes françaises, Paris, Lyon et Marseille, à la banlieue parisienne, et, pour des raisons historiques, aux communes de l'Alsace-Moselle.
Les fonctions de maire donnent lieu à l'attribution d'une indemnité fixée selon la taille de la commune et votée par le conseil municipal.

### Féminisation
Officiellement, c'est le 11 mars 1986 que le Premier ministre français Laurent Fabius adresse aux membres de son gouvernement une circulaire prescrivant la féminisation des noms de métiers, des fonctions, grades ou titres dans les textes réglementaires et dans tous les documents officiels émanant des administrations et établissements publics de la République française. Cette circulaire n'a depuis jamais été abrogée. Elle est réaffirmée par la circulaire du 6 mars 1998. En 1999, le CNRS - Institut national de la langue française publie un guide d'aide à la féminisation des noms de métiers qui suggère d'utiliser « madame la maire » et « une maire » en français. L'Académie française recommandait l'usage de la forme classique « madame le maire » et « un maire », jusqu'en 2019, où est admis l'usage de l'article féminin pour marquer la féminisation des noms de métier ou de fonction se terminant par un « e » muet.

## Italie
En italien, le maire de la commune est appelé sindaco (féminin : sindaca), sindaci (sindache) au pluriel. En Vallée d'Aoste, région officiellement bilingue français-italien, le terme utilisé en français est syndic.

## Malte
Les maires de Malte sont appelés sindki (sindku au singulier).

## Maroc
À la tête de la commune se trouve le président du conseil communal (parfois surnommé « maire »), élu par les membres du conseil communal renouvelé tous les six ans, eux-mêmes élus au suffrage universel. Le président du conseil communal est l’autorité exécutive de la commune ; il préside le conseil communal, représente officiellement la commune dans tous les actes de la vie civile, administrative et judiciaire, dirige l’administration communale et veille sur les intérêts de la commune, conformément aux lois et règlements en vigueur.

## Pologne
Pour désigner le chef de l’administration municipale en Pologne, il existe trois termes selon la taille de la commune et ou de la ville :
- pour les grandes villes (généralement plus de 100 000 habitants) on emploie le titre de président (en polonais prezydent (pl)) ;
- pour les autres localités ayant le statut de ville (miasto) ou de commune mixte (gmina miejsko-wiejska) on emploie le  titre polonais de burmistrz, l'équivalent linguistique de bourgmestre;
- les chefs des communes rurales ont le titre de wójt (pl), souvent traduit maire en français.

Par ailleurs les chefs de village (sections de commune) ont le titre de sołtys, traduit en français comme prévôt ou comme maire.
La fonction de président du conseil municipal et celle de chef de l'exécutif communal sont séparées.
Le terme polonais de mer pour maire est employé (à l'exception de certaines courtes périodes) uniquement pour certains pays étrangers comme la Biélorussie, le Canada, la France, la Roumanie, la Russie, l'Ukraine.

## République démocratique du Congo
En république démocratique du Congo, les villes sont subdivisées en communes. Le détenteur du pouvoir exécutif de la ville porte le titre de maire, et celui de bourgmestre au niveau communal. La capitale, Kinshasa, a un gouverneur.

## Royaume-Uni
En Angleterre et au pays de Galles, le terme de maire (en anglais mayor et en gallois maer) est attribué à l'un des conseillers élus, normalement pour un an seulement, qui n'a qu'un rôle cérémoniel. Dans quelques grandes villes, on emploie le titre de lord-maire (Lord Mayor). Le véritable chef de l'administration municipale est le leader of the council (« chef du conseil »).
À Londres il y a un maire et un lord-maire, et leurs fonctions sont différentes :
- le lord-maire de Londres est responsable seulement pour la Cité de Londres, et son mandat n'est que d'un an ;
- le Maire de Londres est responsable pour la région du Grand Londres, et son mandat est de quatre ans, et renouvelable.

En Écosse, le véritable chef de l'administration municipale est aussi le leader of the council (« chef du conseil »). Le provost, que l'on traduit généralement par « prévôt » ou « maire », n'a qu'un rôle cérémoniel (c'est l'un des conseillers élus). Dans les quatre villes principales de l'Écosse (Édimbourg, Glasgow, Dundee et Aberdeen), on emploie le titre de Lord Provost.